# Place Diana
Koordinaten: 48° 52′ N, 2° 18′ O
Die Place Diana ist ein Platz im 16. Arrondissement von Paris.

## Lage
Die Place Diana liegt an der Place de l’Alma über dem westlichen Tunneleingang der Schnellstraße Voie Georges Pompidou.
Der Platz ist mit der Metro über die Station Alma – Marceau Linie   oder mit den Buslinien  RATP 42, 63, 72, 80 und 92 zu erreichen.

## Namensursprung
Der Platz wurde 2019 nach Diana, Princess of Wales (1961–1997), benannt.

## Geschichte

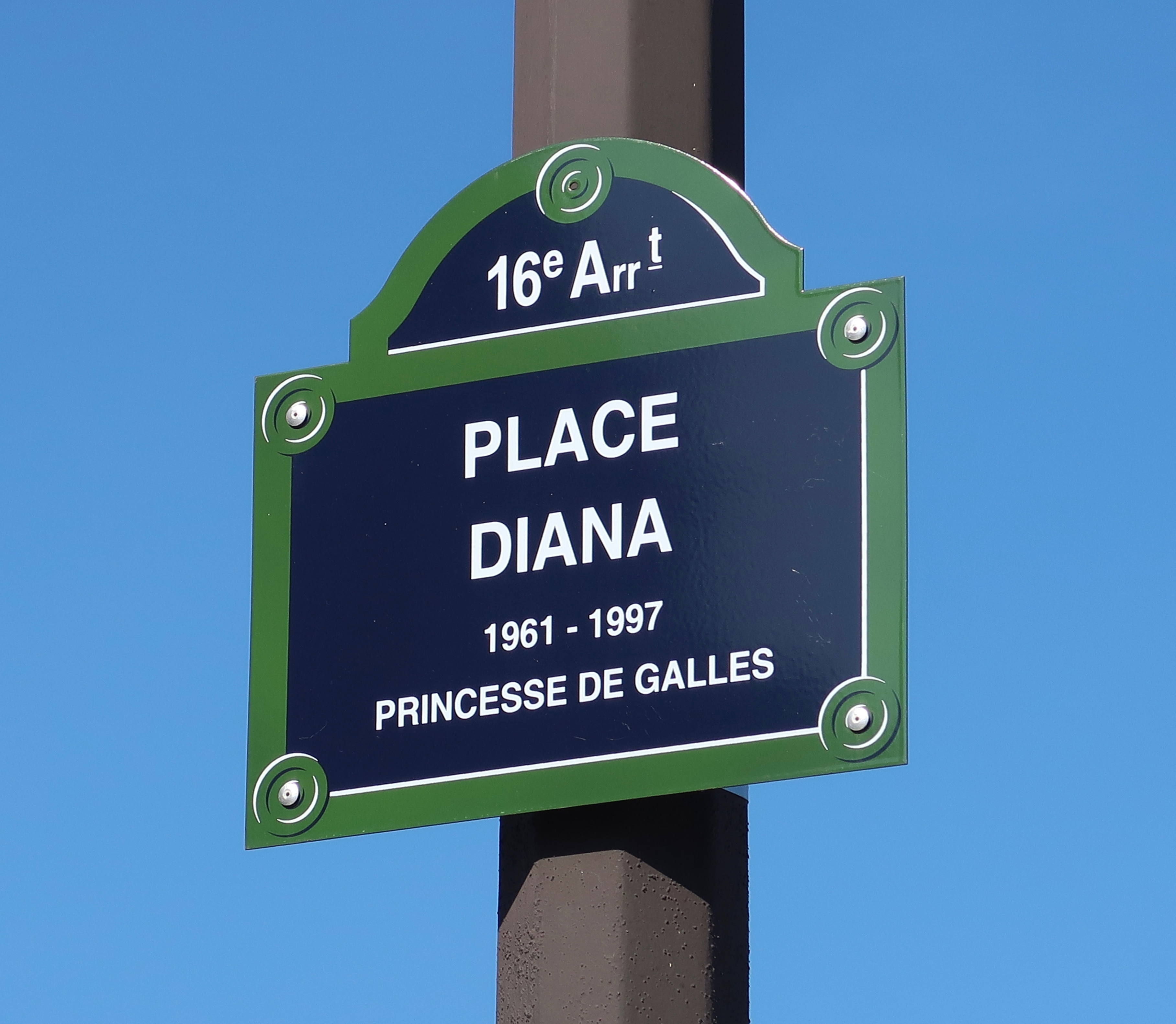
Platz-Schild

Der Teilbereich der Place de l’Alma, der heute die Place Diana bildet, sollte ursprünglich nach der Opernsängerin Maria Callas in Place Maria-Callas benannt werden. Die Benennung wurde im Juli 1997 beschlossen; die Einweihung sollte am 11. September 1997 anlässlich des 20. Todestages der Sängerin stattfinden, wurde jedoch abgesagt. Unter dem Platz verläuft der Straßentunnel, in dem Prinzessin Diana am 31. August 1997 bei einem Autounfall ums Leben kam. Auf dem Platz steht eine Nachbildung der Freiheitsflamme, die die Freiheitsstatue im New Yorker Hafen hochhält. Die etwas in Vergessenheit geratene Statue rückte nach dem 31. August 1997 wieder ins allgemeine Interesse, als die Öffentlichkeit sie zum Altar der Erinnerung an Diana umfunktionierte. Eine offizielle Benennung des Platzes in Place Maria-Callas blieb in der Folge aus, und auch auf entsprechende Straßenschilder wurde verzichtet. Zu Ehren Maria Callas’ wurde stattdessen am 12. Dezember 2000 die Allée Maria-Callas eingeweiht. Im Jahr 2019 fand schließlich die Einweihung des Platzabschnittes unter dem Namen „Place Diana“ statt.
Das Foto mit dem Straßenschild Place Diana und dem Eiffelturm im Hintergrund gehört zu den beliebten Touristenbildern.